# 大野乾 (香川県副知事)
大野 乾（おおの いぬい、1905年（明治38年）5月11日 - 1964年（昭和39年）11月8日）は、日本の官僚。旧姓 藤村。元香川県副知事。

## 来歴・人物
香川県三豊郡豊浜町（現 観音寺市豊浜町）出身。藤村重一と菅江の六男として生まれる。元防衛庁長官 大野功統の実父。
旧制香川県立三豊中学校、大阪外国語学校仏蘭西語部（現 大阪大学外国語学部）卒業。
1926年（大正15年）大阪外国語学校卒業後、台湾総督府殖産局に入局。当時日本の国際為替の信用を高めるに至った中央山脈の金鉱埋蔵量90億の段丘砂金の開発事業および国家企業統制による台湾石炭会社の創立を行った。
戦後、1947年（昭和22年）香川県勤務を命ぜられる。三豊地方事務所長、総務部渉外課長、経済部食糧課長、経済部長、出納長を経て、1957年（昭和32年）3月、香川県副知事に就任。1961年（昭和36年）3月、香川県副知事再任。金子正則知事のもと、瀬戸大橋架橋、県総合開発計画、番の洲埋立並び工場誘致、観光振興など地方行政のために奔走した。

## 略歴
- 1923年（大正12年）[5]
  - 3月25日 香川県立三豊中学校を卒業する
  - 4月14日 官立大阪外国語学校に入学する
- 1926年（大正15年）[5]
  - 3月19日 同校仏蘭西語部を卒業する
  - 9月18日 師範学校、中学校、高等女学校仏蘭西語科の教員を免許する（文部省）
- 1928年（昭和3年）[5]
  - 台湾総督府殖産局、のち山林課に勤務する
- 1937年（昭和12年）[5]
  - 1月9日 台湾資源調査委員会書記を命ぜられる
  - 5月14日 鉱務課勤務を命ぜられる
  - 8月16日 英領香港及びフランス領インドシナへ出張を命ぜられる（台湾総督府）
- 1938年（昭和13年）[5]
  - 3月10日 天然瓦斯研究所兼務を命ぜられる（台湾総督府）
- 1939年（昭和14年）[5]
  - 6月27日 台湾総督府科学審議会書記を命ぜられる
  - 9月11日 台湾中央賃金委員会書記を命ぜられる（台湾総督府）
  - 12月1日 台湾中央物価委員会書記を命ぜられる（台湾総督府）
- 1940年（昭和15年）[5]
  - 4月29日 支那事変における功により勲八等瑞宝章及び金230円を授与される（賞勲局）
  - 7月5日 中華民国広東省広東へ出張を命ぜられる（台湾総督府）
- 1941年（昭和16年）[5]
  - 8月26日 任台湾総督府理事官（内閣）
  - 叙高等官七等（内閣）
  - 殖産局鉱務課勤務を命ぜられる（台湾総督府）
  - 10月1日 叙従七位（宮内庁）
- 1942年（昭和17年）[5]
  - 3月30日 叙勲七等授瑞宝章（賞勲局）
  - 10月12日 フィリピンへ出張を命ぜられる（台湾総督府）
  - 11月1日 殖産局総務課兼殖産局鉱務課勤務を命ぜられる（台湾総督府）
- 1943年（昭和18年）[5]
  - 6月9日 資源回収本部附を命ぜられる（台湾総督府）
  - 6月30日 陛叙高等官六等（内閣）
  - 8月2日 叙正七位（宮内庁）
  - 12月1日 鉱工局鉱務課兼鉱工局工業課勤務を命ぜられる（台湾総督府）
  - 12月15日 地下資源開発本部部附を命ぜられる（台湾総督府）
- 1944年（昭和19年）[5]
  - 1月18日 鉱工局企業整備課兼務を命ぜられる（台湾総督府）
  - 3月7日 叙勲六等授瑞宝章（賞勲局）
  - 6月2日 任台湾総督府工務官兼台湾総督府理事官（内閣）
  - 叙高等官6等
  - 鉱工局鉱務課兼鉱工局工業課鉱工局企画整備課勤務を命ぜられる（台湾総督府）
  - 7月14日 台湾石炭統制株式会社整備官を命ぜられる（台湾総督府）
  - 台湾石炭鉱業設備資産評価委員会委員を命ぜられる（台湾総督府）
- 1945年（昭和20年）[5]
  - 9月29日 叙高等官五等（内閣）
  - 11月1日 台湾省行政長官公○工○処○務科に留用せられる
- 1946年（昭和21年）[5]
  - 5月30日 叙従六位（宮内庁）
  - 12月1日 留用解除
- 1947年（昭和22年）[5]
  - 1月6日 佐世保港上陸
  - 2月5日 昭和21年勅令第287号により退官（台湾総督府残務整理事務所）
  - 4月18日 任地方事務官（内閣）
  - 叙2級（内閣）
  - 香川県勤務を命ぜられる（内務省）
  - 補三豊地方事務所長（香川県）
  - 5月1日 香川県開拓委員会臨時委員を命ぜられる（香川県）
  - 5月3日 地方自治法附則第6条及び同法施行規程第20条により香川県事務吏員に任命され、2級及び現に受ける号俸に相当する給料をもって三豊地方事務所長に補せられたものとされる
  - 8月6日 総務部渉外課長に補する
- 1948年（昭和23年）[5]
  - 2月7日 経済部食料課長に補する
- 1949年（昭和24年）[5]
  - 1月14日 経済部長に補する
- 1951年（昭和26年）[5]
  - 6月5日 香川県行政能率委員会委員に任命される
- 1953年（昭和28年）[5]
  - 4月1日 経済部農業改良課長事務取扱を命ぜられる
- 1954年（昭和29年）[5]
  - 5月1日 経済部農業改良課長事務取扱を免じられる
  - 5月31日 経済部水産課長事務取扱を命ぜられる
- 1955年（昭和30年）[5]
  - 5月1日 経済部水産課長事務取扱を免じられる
  - 7月10日 願により香川県事務吏員を免じられる（香川県知事）
  - 7月11日 香川県出納長に任命される（香川県知事）
  - 1級に叙される
- 1957年（昭和32年）[5]
  - 3月1日 香川県副知事に任命される（香川県知事）

## 語録
- 「椅子によって仕事をするな」 - 役職や肩書で仕事をするのではなく、人間として仕事をすることを心掛けていたとされる。
- 「針に対するに真綿をもってす」 - 困難な交渉事でも感情的にならず、優しく包むように説得することを心掛けていたとされる。